# مانیتو، کنتاکی
مانیتو (به انگلیسی: Manitou) یک منطقهٔ مسکونی در ایالات متحده آمریکا است که در کنتاکی واقع شده‌است. مانیتو ۱۸۱ نفر جمعیت دارد و ۱۲۴٫۰۶ متر بالاتر از سطح دریا واقع شده‌است.